# Чапакурские языки
Чапакурские языки (чапакура-ваньямские, вамо-чапакурские) — почти исчезнувшая семья индейских языков Южной Америки. Ареал — юго-западная Бразилия (бассейн рек Гуапоре и Мадейра) и северо-восточная Боливия (департаменты Санта-Крус и Бени). Там сохранилось от трёх до пяти живых чапакурских языков и известно о прежнем существовании ещё от 7 до 14 идиомов.

## Состав
Последняя классификация чапакурских языков выглядит следующим образом [Kaufman 1994].
- Северная ветвь
  - язык тора́ † — юг штата Амазонас, низовья реки Мамелос
- Собственно чапакурская ветвь (центрально-чапакурская)
  - гуапорская группа (итене, гуапоре):
    - кабиши́ (павумуа-кабиши) † — ок. 100 чел. в Бразилии (штат Мату-Гросу) и Боливии (северо-восток департамента Бени)
    - уаньям (ваньям) † — Бразилия (штат Рондония)
      - несколько близких к уаньям групп, о языках которых практически ничего неизвестно (Рондония): абитана, куюна (кужуна), кумана, куюби (кужуби), урунумака(н), матауа (матама), кутинаа

    - итене (море́, морегена) † — Боливия (север департамента Бени)

  - мадейрская группа (вари, уари, южночапакурская):
    - пакаасновос (оровари, вари, уари, пакаа́-нова) — 1930 чел., Бразилия (западная Рондония, на границе с Боливией)
    - оро-вин — 5 носителей, Бразилия (Рондония, живут среди уари)
    - урупа́ (урупа́-яру, уру-па-ин) † — Бразилия (Рондония
      - яру (жару; Yaru, Jarú) † — был распространён по реке Жару (штат Рондония), от него остался лишь короткий список слов; его считают то диалектом языка урупа (Nimuendajú 1925; Aikhenvald, Dixon 1999), то отдельным языком (Fabre 2005), то одним из синонимов языка уари (Fabre 2005; Ethnologue 2009).

    - чапакура (уачи) † — Боливия (Санта-Крус)
    - китемо-напе (китемока-напека) † — Боливия (Санта-Крус)

Кроме того, в Боливии существует группа сан-симоньяно, язык который также видимо относился к чапакурским языкам, однако точное его место в классификации неясно [Faber 2005].

## Внешние связи
Возможно чапакурские языки были близки исчезнувшему языку уамо.